# Michael Ranft
Michael Ranft (ou Ranfft), en latin Michael Ranfftius, (né le 9 décembre 1700 à Güldengossa et mort le 18 avril 1774 à Löbichau) est un pasteur protestant luthérien, écrivain, historien et spécialiste des vampires saxon.

## Biographie
Fils de pasteur, Michael Ranft est né à Güldengossa et va à l'école de Chemnitz. Il fait ensuite ses études à l'université de Leipzig dès 1720, et où il devient bachelier en philosophie. En 1724 il obtient sa maîtrise. À partir de 1725, il est intendant chez le vice-président de la cour d'appel de von Berlepsch à Gröditz.
Le maître Michael Ranft devient en 1727 le successeur de Friedrich Wilhelm Preuser dans le diaconat de la ville de Nebra. Bien que lors de la prise en charge du poste de diaconat il lui avait été promis par le conseil de la ville de Nebra de réparer l'appartement de diaconat qui était vétuste, rien n'était fait jusqu'en 1732, si bien que Ranft se plaignit plusieurs fois au consistoire de Leipzig.
En raison de son petit revenu s'élevant au maximum à 150 talers et de ses mauvaises conditions d'habitation, Ranft effectuait des recherches sur le vampirisme. Son ouvrage, De masticatione mortuorum in tumulis (1728), consacré aux cas de morts qui dévoraient les linges de leurs cercueils, appelés les masticator, est régulièrement cité dans la littérature vampirique.
Ranft, marié à Anna Christina Ranft, eut un fils du même nom que lui, né le 5 juillet 1760 à Oederan.
En 1749 Michael Ranft devint pasteur de Großstechau dans la principauté d'Altenburg, où il mourut en 1774.

## Œuvres complètes

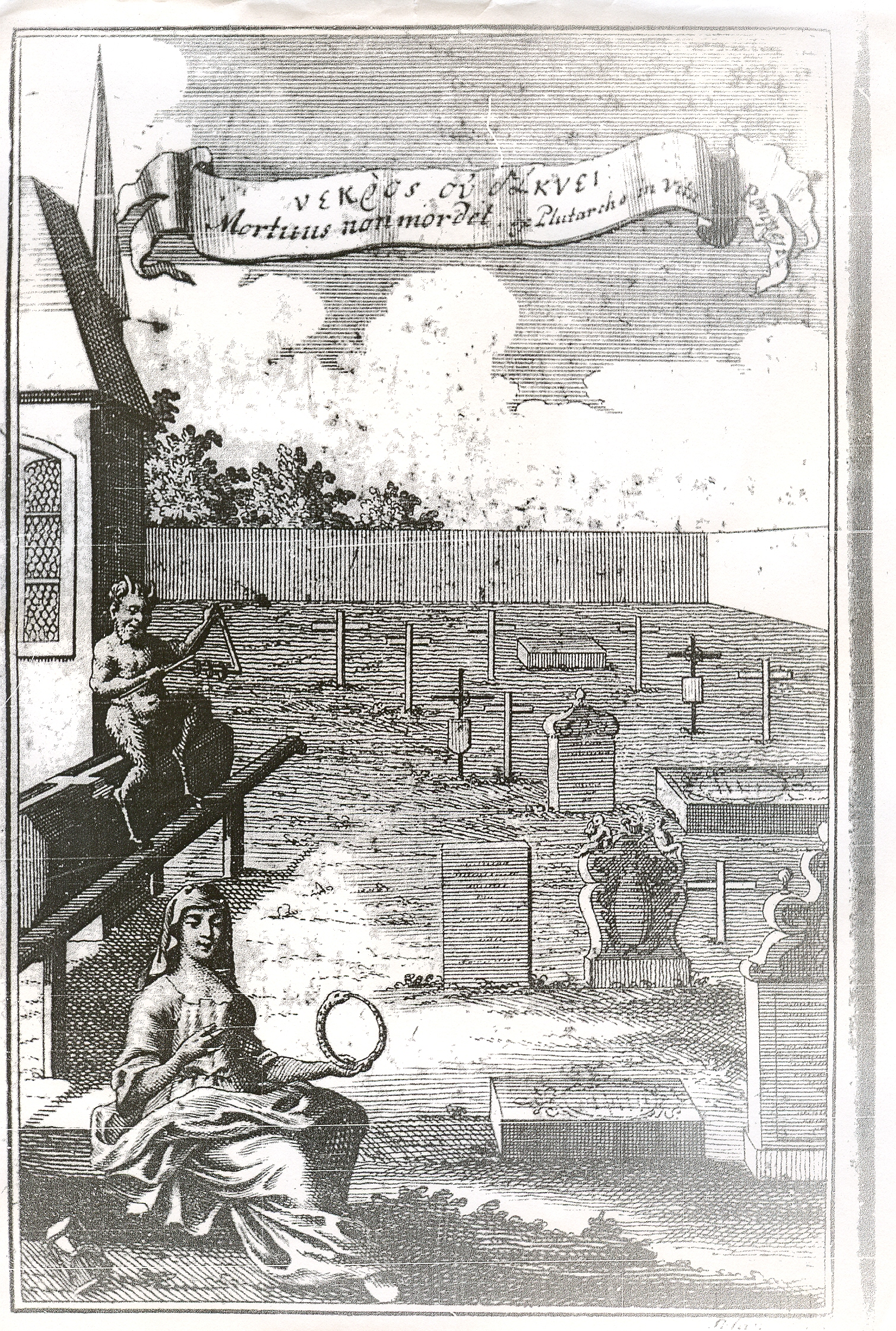
Gravure du Tractat von dem Kauen und Schmatzen der Todten in Gräbern.

- Dissertatio historico-critica de masticatione mortuorum in tumulis. Breitkopf, Leipzig 1725.
- De masticatione mortuorum in tumulis, (Oder von dem Kauen und Schmatzen der Todten in Gräbern) liber singularis: exhibens duas exercitationes, quarum prior historico-critica posterior philosophica est. Martini, Leipzig 1728. en ligne.
- Necrologium Domus Saxonicae Coaevum, Oder Vollständige Lebens-Geschichte Aller in diesem ietztlauffenden XVIII. Seculo Verstorbenen Herzoge von Sachsen. Nebst Dem Anhangs-Weise beygefügten Leben und Tode Der Allerdurchl. und Großmächtigst. Frauen, Frauen Christiane Eberhardine von Brandenburg-Bayreuth Martini, Leipzig 1728. en ligne.
- Merckwürdige Lebens- und Regierungsgeschichte Ludovici I. Königs von Spanien und Indien. Martini, Leipzig 1728. en ligne.
- Leben und Thaten Des Weltberühmten Königl. Pohln. und Churfürstl. Sächsischen Obersten Staats-Ministers und General-Feld-Marschalls Jacob Heinrichs Des heil. Röm. Reichs Grafens von Flemming. Nebst einiger Nachricht Von Denen beyden ungleicher Zeit verstorbenen Grafen von Vitzthum Und von Watzdorff, Königl. Pohln. und Churfürstl. Sächß. Staats- und Cabinets-Ministris. Grießbach, Naumburg und Zeitz 1732. en ligne.
- Tractat von dem Kauen und Schmatzen der Todten in Gräbern, worin die wahre Beschaffenheit derer Hungarischen Vampyrs und Blut-Sauger gezeigt, auch alle von dieser Materie bißher zum Vorschein gekommene Schrifften recensiret werden Teubner, Leipzig 1734. (Neuauflage unter dem Titel: Traktat von dem Kauen und Schmatzen der Toten in Gräbern 2006 im UBooks-Verlag.  (ISBN 3866080158))
- Staats- Und Helden-Geschichte Des frühzeitigen Conquerantens Unserer Zeiten Don Carlos, Infantens Von Spanien [Regensburg] 1735.
- Merckwürdigstes Leben und Schicksal Des Weltbekannten Königs Stanislai Frankfurt a.M. und Leipzig 1736. en ligne.
- Kurtze Standt- und Trauer-Rede, welche [...] bey solenner Beerdigung [...] des [...] Herr Ludwig Gebhardts des Heil. Röm. Reichs Graffens von Hoym [...] gehalten. Naumburg 1738.
- Des Weltberühmten Fürstens Leopoldi von Anhalt-Dessau, Leben und Thaten. Welchem ein Anhang einer kurtzen Beschreibung des gantzen Hoch-Fürstlichen Hauses und gesamten Fürstenthums Anhalt beygefüget ist. Frankfurt a.M. und Leipzig 1742. en ligne.
- Leben und Schrifften aller Chur-Sächsischen Gottesgelehrten, die mit der Doctor-Würde gepranget und in diesem ietztlauffenden Jahrhundert das Zeitliche geseegnet. 2 Theile. Deer, Leipzig 1742.
- Leben und Thaten des ietzt regierenden Pabsts [d.i. Papst Benedikt XIV. und aller lebenden Cardinäle der Römischen catholischen Kirche. Hamburg und Rudolstadt 1743.
- Leben und Thaten des Weltberühmten Grafens Mauritii von Sachsen, Marschalls von Franckreich. Brandt, Berlin 1746. en ligne.
- Leben und Thaten sowohl des Grafens von Löwendahl, als der beyden Herzoge von Noailles und Richelieu; allesammt Marschalle von Frankreich: nebst einer Fortsetzung der merkwürdigen Lebensgeschichte des berühmten Grafens von Sachsen. Heinsius, Leipzig 1749. en ligne.
- Leben und Thaten des jüngstverstorbenen Weltberühmten Graf Moritzens von Sachsen, General-Marschalls der Königl. Französischen Armeen; nebst Einigen Verbesserungen und Zusätzen zu dem Leben seines Freundes, des Marschalls von Löwendahl. Frankfurt a.M. und Leipzig 1751. en ligne.
- Corpus Doctrinae Evangelico-Lutheranae. 2 Bände. Heinsius, Leipzig 1754-1755 (Première partie en ligne et Seconde partie en ligne.
- Vollständige Beschreibung des Rußischen Reichs und aller darzu gehörigen Lande, Völker und Oerter, welche aus den zuverläßigsten Nachrichten mit Zuziehung der besten Landkarten und neuesten Reisebeschreibungen ans Licht stellt. Heinsius, Leipzig 1767. en ligne.
- Die merkwürdige Lebensgeschichte des unglücklichen Rußischen Kaysers Peters des Dritten: sammt vielen Anecdoten des Rußischen Hofs und derer Personen, die seit einiger Zeit an solchem geherrschet, oder sonst viel gegolten haben, aus zuverläßigen Nachrichten ans Licht gestellt von einem Freunde der Wahrheit. Holle, Leipzig 1773.
- Das merkwürdige Leben des berühmten Fürstens Menzikow, welches mit vielen Anekdoten ans Licht stellt ein Liebhaber der Wahrheit. Holle, Leipzig 1774. en ligne.